# Valle de Cerrato (kommunhuvudort)
Valle de Cerrato är en kommunhuvudort i Spanien.   Den ligger i provinsen Provincia de Palencia och regionen Kastilien och Leon, i den centrala delen av landet, 170 km norr om huvudstaden Madrid. Valle de Cerrato ligger 814 meter över havet och antalet invånare är 112.
Terrängen runt Valle de Cerrato är platt åt sydost, men åt nordväst är den kuperad. Runt Valle de Cerrato är det mycket glesbefolkat, med 4 invånare per kvadratkilometer. Närmaste större samhälle är Palencia, 19,6 km nordväst om Valle de Cerrato. Trakten runt Valle de Cerrato består till största delen av jordbruksmark.